# Нова Весь-Збонська
Нова Весь-Збонська (пол. Nowa Wieś Zbąska) — село в Польщі, у гміні Збоншинь Новотомиського повіту Великопольського воєводства.
Населення — 280 осіб (2011).
У 1975-1998 роках село належало до Зеленоґурського воєводства.

## Демографія
Демографічна структура станом на 31 березня 2011 року:
|          | Загалом | Допрацездатний вік | Працездатний вік | Постпрацездатний вік |
| -------- | ------- | ------------------ | ---------------- | -------------------- |
| Чоловіки | 136     | 30                 | 100              | 6                    |
| Жінки    | 144     | 31                 | 88               | 25                   |
| Разом    | 280     | 61                 | 188              | 31                   |